# Ctenocella lyra
Ctenocella lyra är en korallart som beskrevs av Toeplitz 1919. Ctenocella lyra ingår i släktet Ctenocella och familjen Ellisellidae. Inga underarter finns listade i Catalogue of Life.